# Ninia
Ninia (кавова змія) — рід змій родини полозових (Colubridae). Представники цього роду мешкають в Мексиці, Центральній і Південній Америці.

## Види
Рід Ninia нараховує 13 видів:
- Ninia atrata (Hallowell(інші мови), 1845)
- Ninia celata McCranie(інші мови) & Wilson(інші мови), 1995
- Ninia diademata Baird & Girard, 1853
- Ninia espinali McCranie & Wilson, 1995
- Ninia franciscoi Angarita-Sierra(інші мови), 2014
- Ninia guytudori Angarita-Sierra & Arteaga(інші мови), 2023
- Ninia hudsoni Parker(інші мови), 1940
- Ninia maculata (W. Peters, 1861)
- Ninia pavimentata (Bocourt, 1883)
- Ninia psephota (Cope, 1876)
- Ninia schmidti (Jan(інші мови), 1862)
- Ninia sebae (A.M.C. Duméril, Bibron & A.H.A. Duméril, 1854)
- Ninia teresitae Angarita-Sierra & Lynch(інші мови), 2017